# Gym Class Heroes
Gym Class Heroes är ett hip hop-band från Geneva, New York. Bandet är mest känt för låten "Stereo Hearts" från The Papercut Chronicles II. De har även samarbetat med Patrick Stump från Fall Out Boy ett flertal gånger. Bandet blev nominerat till kategorin Best Urban vid MTV Europe Music Awards 2007.

## Olika låtar
Gym Class Heroes har gjort ett femtiotal låtar. 
Två av dem är "Cupid's Chokehold", som är en sampling av Supertramps "Breakfast in America" från 1970, och "Clothes off!!".

## Diskografi

### Studioalbum
- ...For the Kids
  - Släppt: December, 2001
  - Bolag: Independent release

- The Papercut Chronicles
  - Släppt: 22 februari, 2005
  - Bolag: Decaydance Records/Fueled by Ramen

- As Cruel as School Children
  - Släppt: 25 juli, 2006
  - Bolag: Decaydance Records/Fueled by Ramen/Atlantic Records

- The Quilt
  - Släppt: 9 september, 2008
  - Bolag: Decaydance Records/Fueled by Ramen

- The Papercut Chronicles II
  - Släppt: 15 november 2011
  - Bolag: Decaydance Records/Fueled by Ramen

### Indiealbum
- Hed Candy
  - Släppt: 1999
  - Bolag: Independent release

- Greasy Kid Stuff
  - Släppt: 2000
  - Bolag: Independent release

### EP
- The Papercut EP
  - Släppt: 29 oktober, 2004
  - Bolag: Fueled by Ramen/Decaydance Records

### Singlar
| År   | Sång                                | Album                       |
| ---- | ----------------------------------- | --------------------------- |
| 2004 | "Taxi Driver"                       | The Papercut Chronicles     |
| 2005 | "Papercuts"                         | The Papercut Chronicles     |
| 2005 | "Cupid's Chokehold"                 | The Papercut Chronicles     |
| 2006 | "The Queen and I"                   | As Cruel as School Children |
| 2006 | "New Friend Request"                | As Cruel as School Children |
| 2006 | "Cupid's Chokehold" (Re-release)    | As Cruel as School Children |
| 2007 | "Shoot Down the Stars"              | As Cruel as School Children |
| 2007 | "Clothes Off!!"                     | As Cruel as School Children |
| 2007 | "The Queen and I" (Re-release)      | As Cruel as School Children |
| 2011 | "Stereo Hearts - feat. Adam Levine" | The Papercut Chronicles II  |

### Gästsinglar
| År   | Sång                           | Artist         | Album                        |
| ---- | ------------------------------ | -------------- | ---------------------------- |
| 2006 | "Snakes on a Plane (Bring It)" | Cobra Starship | Snakes on a Plane: The Album |
| 2007 | "Daylight"                     | Kelly Rowland  | Ms. Kelly (Re-release)       |

### Musikvideor
The Papercut Chronicles
- 2004 - Taxi Driver
- 2005 - Papercuts
- 2005 - Cupid's Chokehold

As Cruel as School Children
- 2006 - The Queen and I
- 2006 - New Friend Request
- 2006 - Cupid's Chokehold
- 2007 - Shoot Down the Stars
- 2007 - Clothes Off!!